# Claude-Henry Pollet
Claude-Henry Pollet, est un artiste peintre, et coloriste belge, né le 28 novembre 1933 à Bruyelle en Belgique (Wallonie picarde en province de Hainaut) et mort le 5 août 2012 à Toulon (Var), en France.

## Biographie
Claude Pollet naît dans une famille de six enfants, sa mère est institutrice, son père, droguiste et peintre amateur. Il étudie l'architecture d'intérieur à l'institut Saint-Luc de Tournai, puis à l'institut Saint-Luc de Bruxelles. 
En 1955, il part avec une bourse d'études étudier un an à l'École nationale des arts d'Oslo en Norvège. Pour arrondir ses fins de mois, il réalise un reportage dans le Grand Nord pour l'hebdomadaire belge Moustique chez les Lapons. À Oslo, il rencontre un autre artiste belge, Jean-Paul Laenen, avec qui il restera lié toute sa vie.
En 1959, il prend la direction de la Fonderie Nationale des Bronzes (nl), installée au nord de Bruxelles. En 1967, après la destruction de la fonderie par un incendie, il se tourne vers la peinture. Sa formation d’architecte et son ancien métier de fondeur le poussent à travailler des formes très structurées, qu’il rehausse ensuite des couleurs sombres et profondes qui rappellent son goût pour l’esthétique nordique. Ses recherches centrées sur l’assemblage des formes et des couleurs le conduisent à se présenter comme coloriste, plutôt que comme peintre. Il adopte comme (pré)nom d’artiste : Claude-Henry.

### Les couleurs du Sud
En 1988, il s’installe dans le Var en bord Méditerranée. Il cherche dans le midi une nouvelle lumière. « Par manque de lumière, confie-t-il à Brigitte Gaillard, conservateur du Musée d'Art de Toulon, la partie située au nord de la Loire va développer une recherche sur l’éclat, la brillance et la chaleur du spectre optique, la région Sud-Loire, saturée de lumière, développera les demi-tons, les sous-bois. »
Il présente une synthèse de ses travaux en 1998 à la Villa Tamaris. Robert Bonaccorsi, directeur du centre d’art, écrit dans « Hommage », le catalogue d’exposition, « L’oeuvre se déployait dans la pluralité et l’intrication des formes, des perspectives, des volumes et des lignes (gardons à l’esprit les « verticales viscérales » que le peintre analysait dans ses carnets en juillet 1981). La couleur assurait la cohérence de ses lacis flamboyants et de ses géométries sensuelles, inclusives, cadrées, recadrées, enchâssées. Ici la lumière s’affirmant dès l’origine tel un dessin. »
En 2002, le poète Jean Hourlier fait appel à lui pour illustrer son recueil « L’œil définitif ». Au journaliste Michel Caillard, il explique, « Il (Claude-Henry Pollet) pose et dispose ses couleurs sur les tableaux comme je pose et dispose les mots de mes poèmes, avec la même exigence de rigueur dans la composition, avec la même attention scrupuleuse aux échos, aux variations, à la rythmique ; il y a chez lui une prosodie lyrique de la couleur, chez moi un chromatisme sensuel du verbe. »
Installé à la Cité Berthe de La Seyne-sur-Mer, il peint énormément. De tout, des tableaux non figuratifs, des marines, des assemblages, des calligraphies et même des dessins satiriques. Alain Rémond, qui visite son atelier, écrit dans un article pour l’hebdomadaire Marianne : « On peut dire par commodité que c’est une peinture non figurative. Parce qu’elle ne représente pas le monde autour de nous. Mais elle dit si fortement, si intensément la beauté, le mystère de ce monde qu’on en est comme subjugué. Les carrés, les rectangles dansent et dessinent une géométrie complexe et libre, soulevée par la pulsation de la vie même. Parfois une calligraphie court par-dessous les couleurs, comme l’écriture du temps qui passe. »

### Le premier jour du reste de sa vie
En février 2004, il rentre très fatigué du vernissage de son exposition à Lille, alors capitale européenne de la Culture. « Claude-Henry tombe dans un coma profond. Il sera sauvé, mais affaibli pour toujours », précise André Rives. Conscient d’être mortel, il peint de mémoire les paysages de sa jeunesse, les marais de Bruyelle, les lignes de peupliers, et expérimente de nouvelles techniques de travail, composant ses paysages avec des traits de couleurs tirés au couteau.
Renouant ensuite avec la calligraphie, il lance le projet des « Stèles mandarines », un ambitieux assemblage de 32 panneaux qui restera cependant inachevé.
En juin 2012, il assiste à l’inauguration de sa sculpture monumentale (de trois mètres sur trois, élevé sur un support de 4 mètres) installée sur la place Saint-Jean à la Cité Berthe, son quartier de résidence. L’artiste qui sait sa fin proche intitule sa sculpture « Le délaissement des ténèbres ».
Il décède six semaines plus tard, le 5 août 2012.

## Acquisition et donations
Au décès de l’artiste, ses amis mettent en vente aux enchères les reliquats de son fonds d’atelier - tableaux inachevés, cassés, fragments d’œuvre, dessins, croquis, petits essais de sculpture — au profit du Secours populaire du quartier Berthe, à La Seyne-sur-Mer. L’initiative confirme la popularité de cet artiste devenu une figure familière de vie seynoise.
Ensuite, des acquisitions de tableaux par la villa Tamaris et des donations de la famille dotent plusieurs centres d’art et espaces publics de la région de nombreuses œuvres. La ville de La Seyne-sur-Mer a organisé un Marathon Pollet qui fait découvrir ses œuvres exposées en divers espaces publics.

## Œuvres

### Collections publiques
- La Seyne-sur-Mer (Var), « Donation Pollet », 53 œuvres cédées en 2013, et 3 œuvres cédées en 2015[13].
- La Seyne-sur-Mer (Var), « Le délaissement des ténèbres », sculpture monumentale posée sur la place Saint-Jean.
- La Seyne-sur-Mer (Var), 10 œuvres acquises par la Villa Tamaris-centre d’art
- Six Fours-les-Plages (Var), 16 œuvres exposées dans la salle Claude-Henry Pollet de La Maison du Cygne[14].
- Toulon (Var), « Le Cèdre » et « Marronniers avec habitation » deux tableaux réalisés dans le jardin du Las, présentés dans l’atrium du Muséum départemental du Var.
- Toulon (Var), tableau sans titre , la dernière réalisation de l’artiste, aujourd’hui propriété de l’Hôpital Sainte Musse.

### Expositions principales
- Annecy, Les Marquisats, 1992
- La Seyne-sur-Mer, Villa Tamaris, 1998
- Musée d'Art de Toulon, 1999
- Musée de Draguignan, 2000
- Lille (Capitale européenne de la culture), 2004
- La Seyne-sur-Mer, Villa Tamaris, 2014

### Galerie
- Galerie Jean-Claude Cazaux[15], 2007-2018, Biarritz (France)

### Publication
- Jean Hourlier, L’œil définitif, suivi du texte de la conférence de l'auteur « Sur la poésie », peintures de Claude-Henry Pollet, Saint-Jean des Mauvrets, 2002  (ISBN 2-911587-93-6).

### Catalogues
- Brigitte Gaillard, Pollet- Fourès, Deux parcours contemporains [Exposition, Musée d’art de Toulon, 10 juin-17 octobre 1999], Toulon, 1999 (OCLC 496737527).
- Claude-Henry Pollet : recherches, achèvements 1990-2007, Graulhet, 2008  (ISBN 2-909478-22-X).
- Claude-Henry Pollet : hommage [Exposition, La Seyne-sur-Mer, Villa Tamaris centre d'art, 15 février-30 mars 2014], sous la dir. de Robert Bonaccorsi, la Seyne-sur-Mer, 2014  (ISBN 978-2-915718-81-2).
- Claude-Henry Pollet ou le musicien de la couleur [53 œuvres de la donation Claude-Henry Pollet à la ville de La Seyne-sur-Mer], sous la dir de Béatrice Tisserand, collab. de André Rives, La Seyne-sur-Mer, Maison du patrimoine, 2016 (présentation).

### Filmographie
- Pierre-Olivier Belle, Paul Lau et Gilles Malfray, J'ai rencontré Pollet [documentaire], NOO.Prod, 2004, 26 min (Semaine du Documentaire du 17 au 21 novembre 2009).